# 母德純
母德純（1486年—？），字惟一，四川順慶府南充縣人，民籍，明朝政治人物。

## 生平
正德五年（1510年）庚午科四川鄉試第六十二名舉人，十二年（1517年）中式丁丑科會試第八十名，三甲第一百六十八名進士。刑部觀政，授大理寺評事，升大理寺副，嘉靖三年（1524年）升大理寺正，同年七月大禮議發生，母德純隨學士豐熙參與左順門事件，豐熙、給事中張翀、御史余翱、郎中余寬、黄待顯、陶滋、相世芳、大理寺正母德純八人被下詔獄，謫戍房山衛，十六年（1537年）二月赦還。

## 家族
曾祖母思貴；祖父母亨；父母讚。母王氏；繼母馮氏。具慶下。妻范氏。兄母德柔、母德重、母德靜，弟母德叡、母德厚、母德端、母德莊、母德信。